# Min Chiu Li

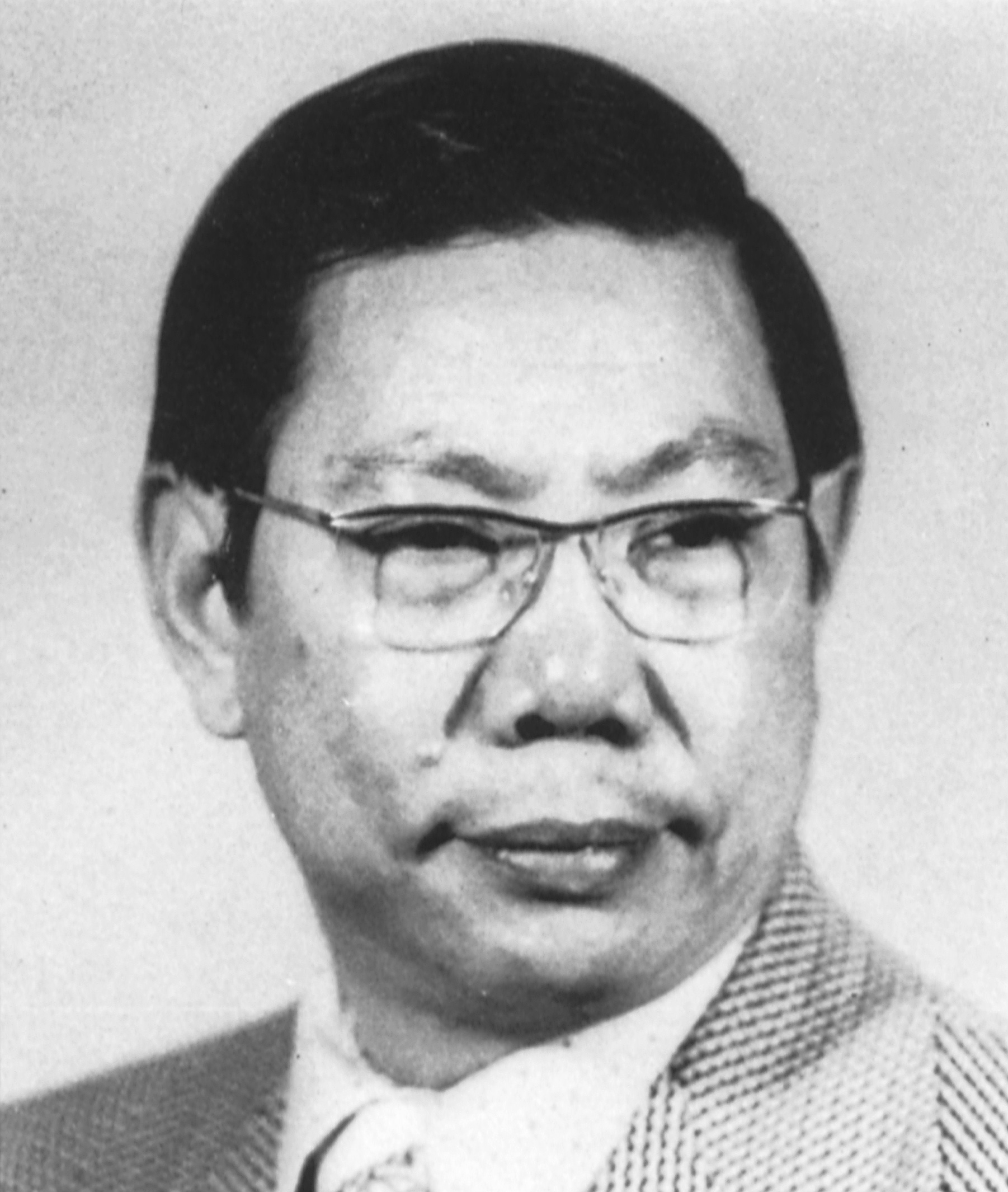
Min Chiu Li

Min Chiu Li (chinesisch 李敏求, Pinyin Lǐ Mǐnqiú, * 1919 in Shenyang, Republik China; † 1980) war ein chinesisch-US-amerikanischer Mediziner (Onkologie). Ihm gelang als Erster eine erfolgreiche Chemotherapie bei einem weit metastasierenden, bösartigen Tumor (Chorionkarzinom).
Min Chiu Li studierte Medizin am Mukden Medical College in Shenyang und ab 1947 in den USA an der University of Southern California. Da die Kommunisten nach dem Chinesischen Bürgerkrieg die Macht auf dem chinesischen Festland übernommen hatten, sah er sich außerstande in sein Heimatland zurückzukehren. Er absolvierte eine Facharztausbildung (Residency) am Chicago Presbyterian Hospital (heute Rush University Medical Center) und war 1953 bis 1955 am heutigen Memorial Sloan-Kettering Cancer Center. 1955 wurde er Assistent von Roy Hertz im National Cancer Institute. Dort entwickelte er seine Methotrexat-Therapie für Chorionkarzinom, mit der er bei dem zuvor tödlich verlaufenden Tumor vollständige Regression erzielte. Da er die Therapie von Tumormarkern abhängig machte und auch bei nicht sichtbaren Symptomen weitertherapierte, geriet er beim National Cancer Institute in Kritik und wurde entlassen. Er kehrte danach an das Sloan-Kettering-Center zurück, wo er seine Karriere fortsetzte.
Nachdem Sidney Farber Folsäure-Antagonisten als Chemotherapeutika gegen Krebs entdeckte, das in Form von Methotrexat schon Anfang der 1950er Jahre bei Brustkrebs angewandt worden war (Jane C. Wright), erprobte Li dies bei Chorionkarzinom und erreichte eine vollständige Regression (veröffentlicht 1956). Die Behandlung mit Methotrexat wurde daraufhin eine Standardtherapie. Außerdem entdeckte Li einen Tumormarker für diese Krebsart (Humanes Choriongonadotropin, hCG), der auch bei fehlenden äußeren Symptomen ein Anzeichen war, ob die Chemotherapie erfolgreich war oder fortgesetzt werden musste.
1960 veröffentlichte er eine ebenso einflussreiche Arbeit über Kombinationstherapie bei Hodenkrebs, bei dem er zeigte, dass dieser durch Chemotherapie heilbar war. 1976 zeigte er, dass eine adjuvante Therapie mit 5-Fluorouracil nach Operation von Kolorektalem Karzinom die Langzeit-Überlebenswahrscheinlichkeit erheblich steigert.
1972 erhielt er den Lasker~DeBakey Clinical Medical Research Award.
1975 wurde er Vorsitzender des National Cancer Research Committee des National Science Council der Republik China auf Taiwan.

## Schriften
- M. C. Li, R. Hertz, D. B. Spencer: Effects of methotrexate therapy upon choriocarcinoma and chorioadenoma. In: Proc. Soc. Exp. Biol. Med., Band 93, 1956, S. 361–366.
- M. C. Li: The historical background of successful chemotherapy for advanced gestational trophoblastic tumors. In: American Journal of Obstetrics and Gynecology, Band 135, 1979, S. 266–272.
- M. C. Li, W. F. Whitmore, R. Golbey, H. Grabstald: Effects of combined drug therapy on metastatic cancer of the testis. In: J. Am. Med. Assoc., Band 174, 1960, S. 1291–1299.